# Huillé-Lézigné
Huillé-Lézigné est une commune nouvelle française résultant de la fusion — au 1er janvier 2019 — des communes de Huillé et Lézigné, située dans le département de Maine-et-Loire en région Pays de la Loire.

## Géographie

### Localisation
Le territoire de la commune est limitrophe de ceux de 5 communes :
| Morannes sur Sarthe-Daumeray |                        |        |
| Baracé                       | Huillé-Lézigné         | Durtal |
| Seiches-sur-le-Loir          | La Chapelle-Saint-Laud |        |

### Hydrographie
La commune est traversée par le Loir.

### Climat
Pour des articles plus généraux, voir Climat des Pays de la Loire et Climat de Maine-et-Loire.
En 2010, le climat de la commune est de type climat océanique altéré, selon une étude du CNRS s'appuyant sur une série de données couvrant la période 1971-2000. En 2020, Météo-France publie une typologie des climats de la France métropolitaine dans laquelle la commune est exposée à un climat océanique et est dans la région climatique Moyenne vallée de la Loire, caractérisée par une bonne insolation (1 850 h/an) et un été peu pluvieux.
Pour la période 1971-2000, la température annuelle moyenne est de 11,7 °C, avec une amplitude thermique annuelle de 14,4 °C. Le cumul annuel moyen de précipitations est de 655 mm, avec 11,3 jours de précipitations en janvier et 6 jours en juillet. Pour la période 1991-2020, la température moyenne annuelle observée sur la station météorologique de Météo-France la plus proche, sur la commune de Marcé à 7 km à vol d'oiseau, est de 12,3 °C et le cumul annuel moyen de précipitations est de 701,1 mm,. Pour l'avenir, les paramètres climatiques de la commune estimés pour 2050 selon différents scénarios d'émission de gaz à effet de serre sont consultables sur un site dédié publié par Météo-France en novembre 2022.

## Urbanisme

### Typologie
Au 1er janvier 2024, Huillé-Lézigné est catégorisée bourg rural, selon la nouvelle grille communale de densité à sept niveaux définie par l'Insee en 2022.
Elle est située hors unité urbaine. Par ailleurs la commune fait partie de l'aire d'attraction d'Angers, dont elle est une commune de la couronne,. Cette aire, qui regroupe 81 communes, est catégorisée dans les aires de 200 000 à moins de 700 000 habitants,.

## Histoire
La commune est créée au 1er janvier 2019 par un arrêté préfectoral du 5 décembre 2018.

## Politique et administration

### Liste des maires
| Période      | Période                   | Identité              | Étiquette | Qualité |
| ------------ | ------------------------- | --------------------- | --------- | ------- |
| janvier 2019 | En cours (au 3 juin 2020) | Sylvie Chiron-Pesnel, |           |         |

### Communes déléguées
| Nom             | Code Insee | Intercommunalité        | Superficie (km2) | Population (dernière pop. légale) | Densité (hab./km2) |
| --------------- | ---------- | ----------------------- | ---------------- | --------------------------------- | ------------------ |
| Lézigné (siège) | 49174      | CC Anjou Loir et Sarthe | 9,3              | 768 (2016)                        | 83                 |
| Huillé          | 49159      | CC Anjou Loir et Sarthe | 12,53            | 553 (2016)                        | 44                 |

## Démographie
L'évolution du nombre d'habitants est connue à travers les recensements de la population effectués dans la commune depuis sa création.

En 2022, la commune comptait 1 304 habitants, en évolution de −1,29 % par rapport à 2016 (Maine-et-Loire : +2,12 %, France hors Mayotte : +2,11 %).
| 2016  | 2021  | 2022  |
| ----- | ----- | ----- |
| 1 321 | 1 311 | 1 304 |

## Culture locale et patrimoine

### Lieux et monuments

#### Le lavoir de Huillé
Le lavoir rustique de Huillé, autrefois appelé « La Fontaine de Huillé », est un monument du patrimoine local de Huillé-Lézigné. Sa construction daterait du XIXe ou du XXe siècle. Il possède deux nefs couvertes qui encadrent le bassin, ce qui permettait aux lavandières de travailler quelle que soit la météo et de rester abritées.